# Bedel

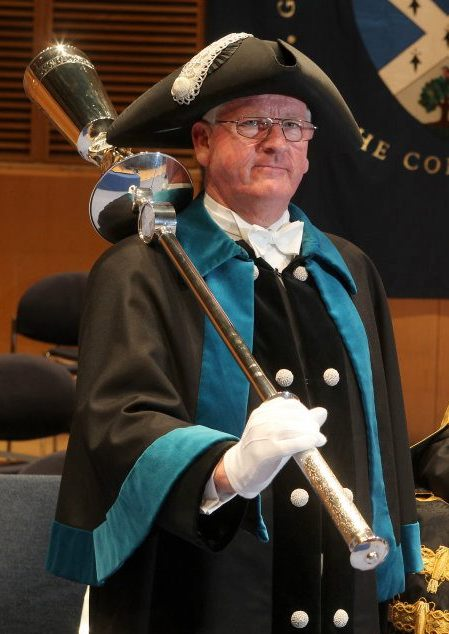
Bedel ceremonial en la Universidad Glasgow Caledonian

Un bedel es una especie de conserje o cargo menor en el funcionariado administrativo de centros educativos y templos religiosos. Una definición oficial arcaica presenta al bedel (mas no al conserje) como "ministro a quien incumbe por su empleo o bedelía, celar o vigilar la diaria asistencia de los escolares a las aulas en las universidades y estudios generales, advertir los días de asueto o vacaciones, citar para las juntas, etc". Y también de la asistencia de los profesores. El cargo de bedel mayor es un funcionario que ejerce funciones similares a la de un inspector general y tiene a su cargo a los bedeles segundos, conserjes, porteros y mozos.

## Historia
El de bedel es destino muy antiguo en las universidades de España. La ley 10, tit. 31 de la Partida segunda dice: 

La universidad de los escolares debe haber su mensajero, a que llaman en latin Bidellus é su oficio deste á tal no es si non andar por las escuelas pregonando las fiestas por mandado del Mayoral del estudio, ó si acaeciesse que algunos quieren vender libros ó comprar devengelo decir. E ansi deve él andar preguntando, ó diciendo: Que quien quiere tales libros que vaya á tal estacion en que son puestos: é de que sopiere quien los quiere vender ó quales quieren comprar, debe traer la luxamania entre ellos lealmente. E otro si, pregone este Bedel de como los ecolares se ayunten en un lugar para ver ó ordenar algunas cosas de su procumunalmente, ó por facer examinar á los escolares que quieren facer Maestros.

Tales eran las atribuciones de los bedeles en otro tiempo, cuyo nombre aunque diga la ley que bedel se llama en latín bidelius, es puramente alemán llamado en italiano Bidello y en latín Apparitor, por tener atribuciones análogas o muy parecidas a las de los Apparitores o acomodadores de los asistentes a los anfiteatros romanos. Otros dicen que Bedel viene de bedelus por pedellus, como quien dice quod alteri sit á pedibus.
El bedel traía antiguamente por insignia una maza en forma de badila, en cuyo remate había una especie de turíbulo o pebetero que en tiempos más remotos llevaban unos heraldos delante de los emperadores con fuego y en los cuales quemaban en su obsequio perfumes. De ahí que algunos sospechan si el nombre bedel pudo decirse de la maza o cetro en forma de badil que llevaban por distintivo estos ministros inferiores de las universidades.

## En Francia
En algún tiempo en Francia, las universidades tenían diferentes bedeles: bedel general, bedel para cada una de las facultades. Vestidos con una especie de túnica, la mitad de un color y la otra mitad de otro, como luego conservaron los bedeles de iglesia, introducían al profesor en el aula y se mantenían al pie de la cátedra, mientras duraba la lección. Era un gran honor para una universidad, cuando se la concedía el privilegio de que sus bedeles usasen la vara de plata. 
En los buenos tiempos de los privilegios, las universidades, no contentas con los que obtuvieron para los catedráticos y los estudiantes, se acordaron también de sus bedeles, y les concedieron varias provechosas inmunidades, tales como la del servicio de la guardia nacional, la de hacer entrar sus provisiones sin pagar derechos, etc. Desde 1789, sin embargo, ya no hubo en Francia bedeles grandes señores, el nivel de la igualdad pasó sobre ellos lo mismo que sobre las demás clases privilegiadas. Los bedeles de iglesia son los únicos que conservaron algunos restos de su antiguo esplendor, tales como la túnica y la vara, aunque hasta estos dos ornamentos se suprimieron en la Iglesia católica de Francia.